# Noribogaina
Noribogaine, o 12-hydroxyibogamina, es el principal metabolito psicoactivo de la droga psicodélica ibogaína. Se cree que está involucrado en los efectos antiadictivos de extractos de plantas que contienen ibogaína.